# Centre Suzanne Dellal de Dansa i Teatre
El Centre Suzanne Dellal de Dansa i Teatre (en hebreu: מרכז סוזן דלל למחול ולתיאטרון) és el major centre cultural del barri de Neve Tzedek, el centre està situat a la ciutat de Tel-Aviv, en l'Estat d'Israel. El centre consta d'un complex de quatre edificis amb nombrosos espectacles de teatre i dansa contemporània. El centre també organitza nombrosos esdeveniments a l'aire lliure. En 2009, el Ministre de Cultura i Esport d'Israel, Gideon Saar, va atorgar al centre el Premi d'Art de la Dansa Israeliana.

## Objectiu del centre
La idea del centre és mantenir el contacte amb el patrimoni cultural de la ciutat de Tel-Aviv. A principis dels anys vuitanta, l'activitat artística va començar al centre cultural "Jaron Jerushalmi" (en hebreu: ירון ירושלמי), que llavors era conegut com el Teatre Neve Tzedek (en hebreu: תיאטרון נווה צדק). Les seves activitats van ser finançades per la família Jerushalmi, que segueix donant suport a les activitats del centre. A partir de l'experiència adquirida en el Teatre Neve Tzedek, s'ha creat un modern centre.

## Història del centre
A la fi dels anys vuitanta, la família Dellal de Londres, per iniciativa del seu fill Zeev Sokołowski, es va interessar per la idea de crear un modern centre de teatre i dansa en Tel-Aviv. Un representant de la fundació de la família Dellal, el llavors alcalde de Tel-Aviv, Shlomo Lahat, va fer possible iniciar les obres de renovació dels edificis abandonats de les escoles Aliance i Yechieli en la finca Neve Tzedek. Això va permetre l'obertura del Centre de Dansa i Teatre Suzanne Dellal en 1989. Altres patrocinadors van ser el Municipi de Tel-Aviv i el Ministeri de Cultura israelià.

## Activitats del centre
El centre desenvolupa la seva activitat en dues adreces diferents però paral·leles: la primera es basa en l'activitat educativa a través de la promoció de la idea de l'art contemporani en la generació jove, i la segona se centra en l'escenari principal, a on els artistes presenten els seus assoliments. Aquest pensament va donar lloc a la realització de nombrosos projectes, centrats al voltant dels ballarins, els artistes i els coreògrafs del centre, donant suport al seu treball i permetent-los compartir les seves obres amb el públic. En el centre tenen lloc nombrosos projectes.